# Gurány
Gurány (Gurani), település Romániában, a Partiumban, Bihar megyében.

## Fekvése
A petrószi havasok alatt, Belényestől délkeletre, a Fekete-Körös jobb oldali mellékfolyója a Sebes-patak mellett fekvő település.

## Története
Gurány nevét 1587-ben említette először oklevél Gwraryw néven.
1600-ban Gorany, 1808-ban Gurany, 1913-ban Guráy néven írták.
A település földesura a nagyváradi görögkatolikus püspök volt, aki itt még a 20. század elején is birtokos volt.
1851-ben Fényes Elek írta a településről:
Gurány, Bihar vármegyében, rónás helyen: 425 óhitű lakossal, s
anyatemplommal. Urbéri szántó 200, rét 100, legelő 150, majorsági erdő 3550 hold, mellyben
vaddisznók, őzek, rókák, medvék és farkasok tanyáznak. Birja a váradi görög püspök.
1910-ben 1056 lakosából 1022 román, 23 magyar, 9 német volt. Ebből 18 római katolikus, 1023 görögkeleti ortodox, 14 izraelita volt.
A trianoni békeszerződés előtt Bihar vármegye Vaskohi járásához tartozott.
A faluhoz tartozik az Oncsásza havasi gyepmező és a híres Oncsásza-barlang is.

## Hivatkozások

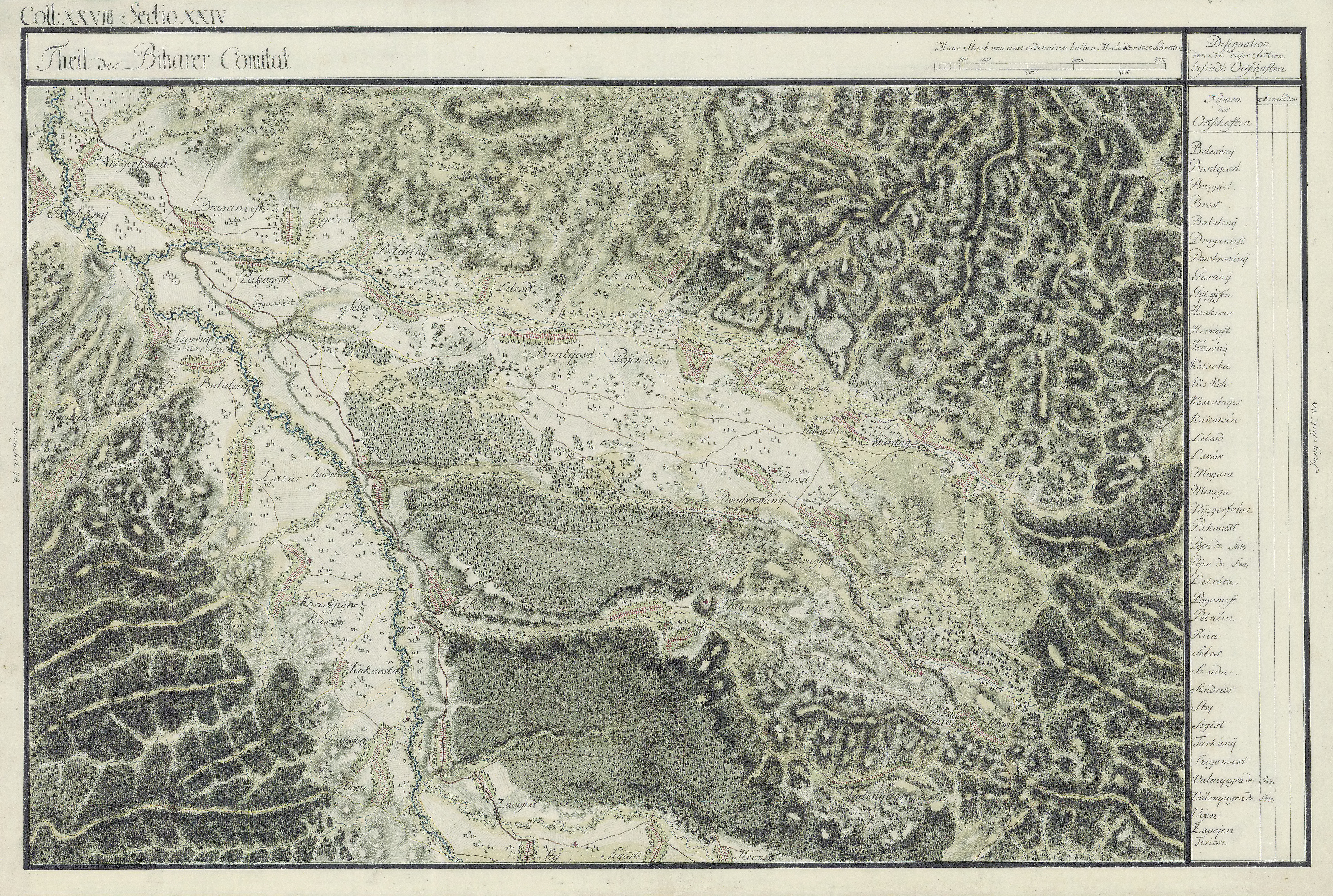
Gurány egy régi térképen